# Degradazione di Strecker
La degradazione di Strecker è una reazione chimica in cui un α-amminoacido viene convertito in un'aldeide, passando attraverso la formazione di una immina. La reazione prende il nome dal chimico tedesco Adolph Strecker che la descrisse nel 1862.
Come descritto originariamente da Strecker, l'allossana agisce da ossidante portando alla formazione dell'immina, la quale viene in seguito sottoposta a idrolisi subendo la scissione nell'aldeide con formazione di ammoniaca e anidride carbonica:
La reazione può essere condotta utilizzando una varietà di reagenti organici e inorganici.
La degradazione di Strecker interviene anche all'interno della reazione di Maillard, una serie di modificazione che subiscono gli alimenti durante la fase di cottura acquisendo un caratteristico aroma.